# 四氟化铌
四氟化铌的化学式是NbF4，是黑色的晶体，不挥发，吸湿性很强，在潮湿空气中它水解并完全转化为NbO2F。
NbF4强烈地和水反应，生成棕色的溶液和组成未确定的棕色沉淀。NbF4在真空中加热至275～325℃仍然是稳定的，但当温度高于350℃它会迅速发生歧化反应，生成五氟化铌和三氟化铌：
{\displaystyle \mathrm {\ 2NbF_{4}\rightarrow NbF_{5}+NbF_{3}} }